# Понемунь (усадьба)
Усадьба Понемунь (бел. Панямонь) — частично сохранившийся памятник усадебно-парковой архитектуры XVIII века, в Гродно. Оригинальное здание дворца являлось уникальной для белорусских земель постройкой в стиле шинуазри.

## История

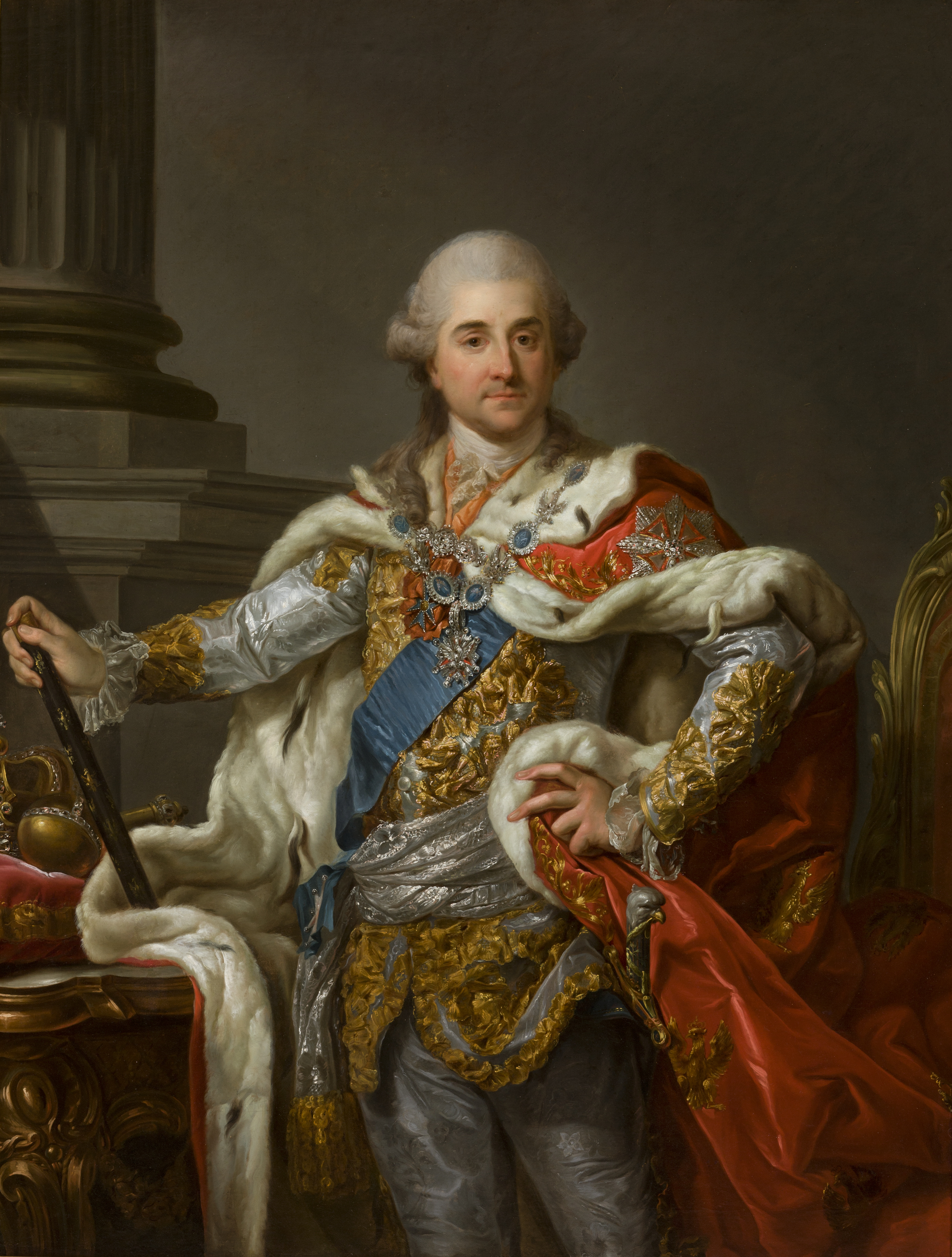
Хозяин усадьбы, король Станислав Август на портрете Марчелло Бачарелли.

Построена в 70-е годы XVIII века, предположительно по проекту архитектора Джузеппе де Сакко, в стиле позднего барокко, в сочетании с китайскими элементами стиля шинуазри. Усадьба перестроена в XIX веке. Была загородной резиденцией правителя Речи Посполитой Станислава Августа Понятовского. 

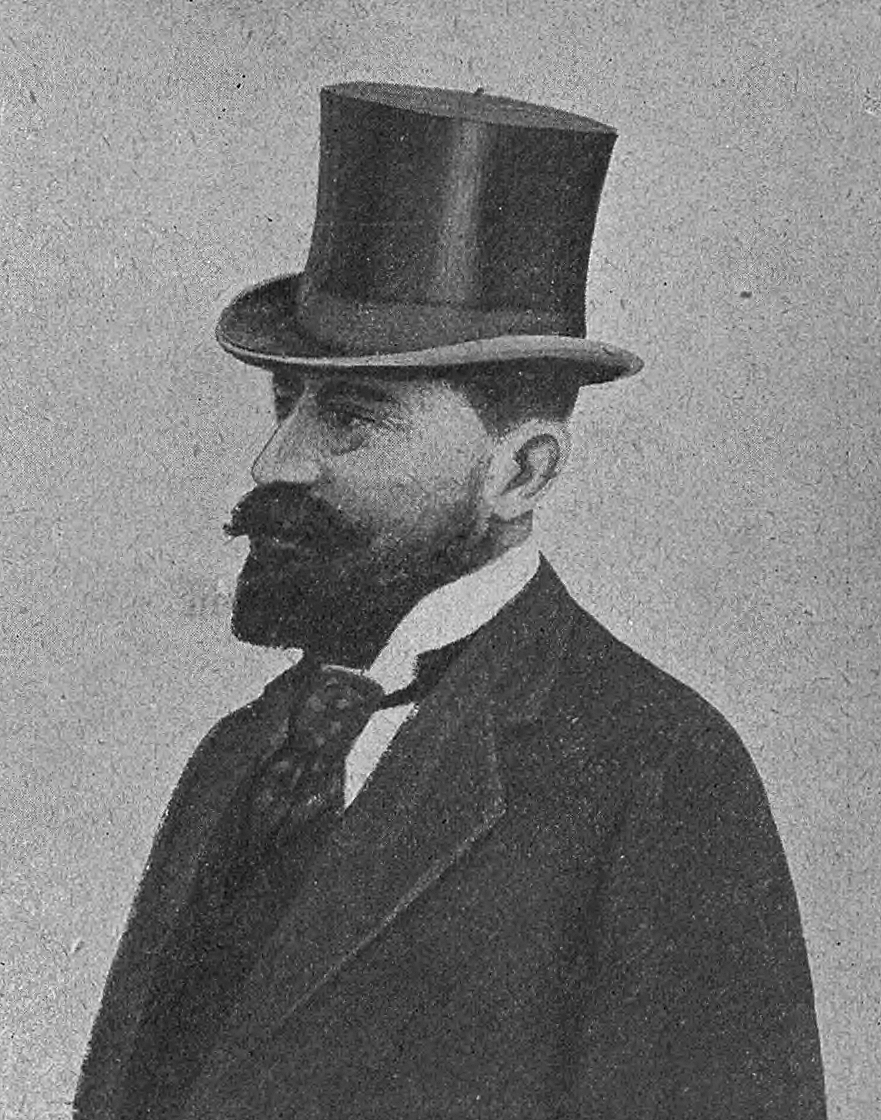
Хозяин усадьбы, князь Владислав Друцкий-Любецкий, фото (1913).

В первой половине XIX века Понемунь принадлежала шляхтичу Роману Ляхницкому. Его дочь Вероника в качестве приданного передала Понемунь Яну Немцевичу. В конце XIX столетия Понемунь находилась в собственности княгини Ядвиги Друцкой-Любецкой. Княгиню посещали известные деятели искусств, в частности: Элиза Ожешко, Франтишек Богушевич, Мечислав Карлович . Позднее хозяином усадьбы стал князь Владислав Друцкий-Любецкий, владевший также щучинским дворцом и усадьбой Станиславово. Его дочь Янина Друцкая-Любецкая получила дворец в наследство. После установления в крае советской власти  в имении разместили детский дом.

## Архитектура

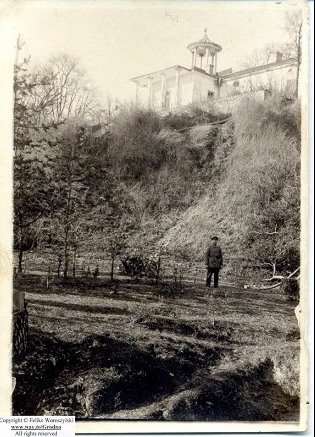
Понемунь на архивном фото.

Ансамбль граничит с южной стороны с рекой Неман, с восточной и северной — ограждён глубоким рвом. Усадебный дом и открытый перед ним партер был укреплен стенками террас на которых располагались стеклянные оранжереи. Главное здание отличалось чрезвычайно редким в ВКЛ стилем шинуазри. Аналогичные постройки известны в наиболее знаменитых дворцово-парковых ансамблях Европы. Среди прочих образцами стиля являются чайный домик в Сан-Суси, дворец Пильниц, Китайская деревня в Царском Селе.
Над понемуньским дворцом помещалась своеобразная китайская беседка с колокольчиками. Крыша должна была также быть в восточном стиле с сильно выступающими карнизами.  

Усадьба в графических работах XVIII-XIX вв.
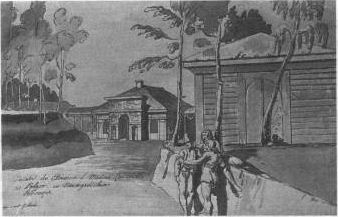
Юзеф Пешка. Усадьба в Понемуни (возможно, ошибочная атрибуция).
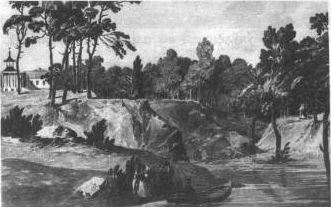
Юзеф Пешка. Усадьба в Понемуни.
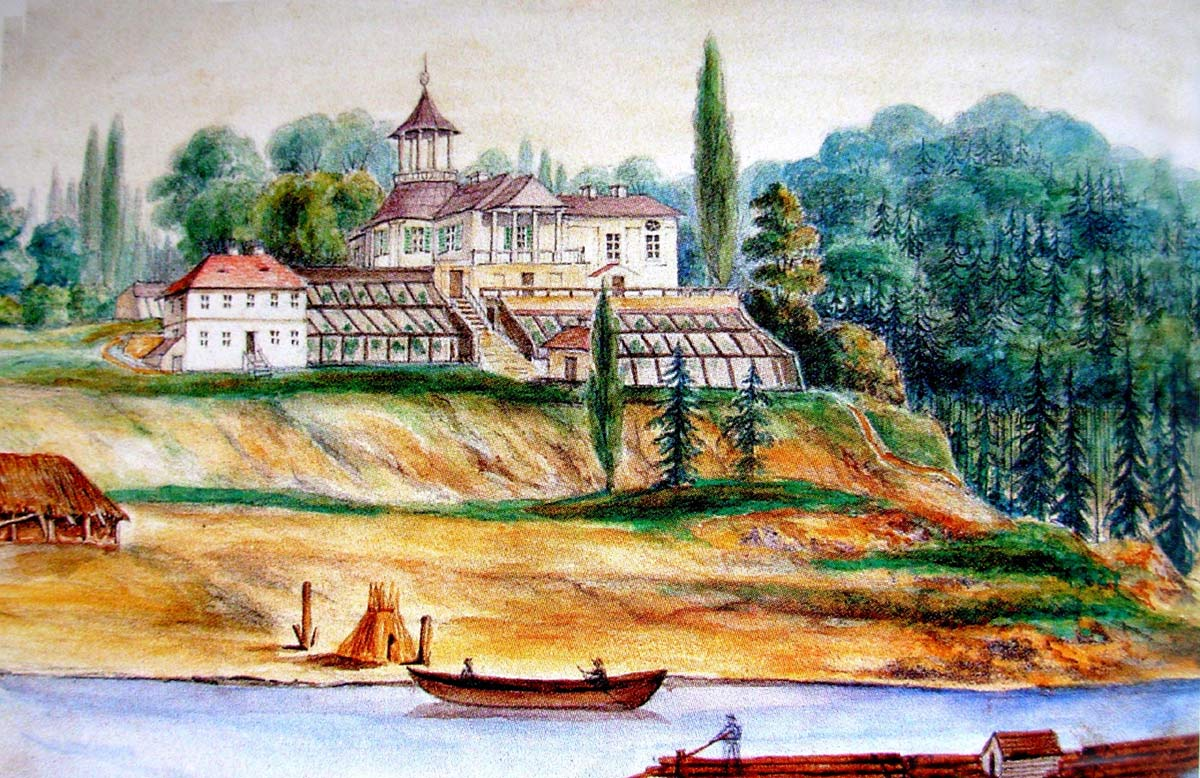
Вид на усадьбу из-за Немана на акварели Наполеона Орды.

Въезд в усадьбу был отмечен капеллой (сер. XIX в.), построенной в стиле неоготики. Хозяйственные и служебные постройки были вынесены за границы парадной части ансамбля и размещены с западной стороны усадебного дома в один ряд. Служебные помещении открытого цокольного этажа дворового фасада были связаны с помещениями парадного этажа. Одноэтажный усадебный дом сначала был кирпичным, после часть разрушенных стен заменили деревянными.
Сохранился фрагмент угловой башни, которая выделяется плавным контуром, тонкой и сложной профильной планировкой карнизов и обрамлений, задвоенными пилястрами и ажурными капителями, горизонтальной рустовкой. В центре главного фасада четырёх-колонный навес. Дворцовый фасад украшен портиком на высоким цоколе.

Также сохранилась капелла. На главном фасаде сооружения возвышается шатровая восьмигранная колокольня. Вход представлял собой большой стрельчатый портал. Боковые фасады здания искажены пристройками.
Рядом с домом находится пейзажный парк, достигающий крутого берега. По мнению польского историка архитектуры Романа Афтанази «парк стоит отнести к красивейшим на Гродненщине».

## Дискуссия о возрождении усадьбы
Надежды на восстановление усадьбы, как «одного из самых ценных дворцово-парковых комплексов» неоднократно высказывались специалистами. В 2018 году озвучивалась идея комплексной реставрации усадьбы и украшения её территории малыми архитектурными формами по образцу парка в Лазенках.
Кроме того, предлагалось передать часовню католической общине .